# Skool Luv Affair
Skool Luv Affair – второй мини-альбом южнокорейского бойбенда BTS. Был выпущен 12 февраля 2014 года. Состоит из 10 песен, включая главный сингл «Boy in Luv». В апреле группа занималась промоушеном песни «Just One Day». Переиздание было выпущено 14 мая 2014 года с двумя новыми треками: «Miss Right» и «I Like It (좋아요) [Slow Jam Remix]».
Skool Luv Affair был 20 самым продаваемым альбомом в Корее в 2014 году.

## Написание и релиз
2 февраля 2014 года BigHit опубликовали на YouTube трейлер в честь возвращения группы. Он состоял из цветной анимации, сопровождавшейся рэпом Рэп-Монстра. Через три дня был опубликован трек-лист будущего альбома. Также была выпущена песня «Just One Day» для пре-прослушивания ещё до камбэка коллектива. Превью альбома было выпущено на день позже, и было объявлено, что «Boy in Luv» станет главным синглом. На шоукейсе в честь камбэка группа выступила с синглом и треком «Jump».

## Музыкальные видео
Видеоклип на сингл «Boy in Luv (상남자)» был выпущен 12 февраля 2014 года. По сюжету участники играют школьников и в различных сценах проявляют свою симпатию к главному женскому персонажу. Клип на «Just One Day (하루만)» был выпущен 6 апреля в честь грядущего промоушена группы. Видео показывает яркий контраст с «Boy in Luv»: участники танцуют в тенях и на белом фоне.

## Список композиций
| №                   | Название                                                           | Автор(ы)                                                          | Продюсер(ы)              | Длительность |
| ------------------- | ------------------------------------------------------------------ | ----------------------------------------------------------------- | ------------------------ | ------------ |
| 1.                  | «Intro: Skool Luv Affair»                                          | Pdogg, Slow Rabbit, Рэп-Монстр, Шуга, Джей-Хоуп                   | Pdogg                    | 2:58         |
| 2.                  | «상남자» (Sang-namja / Boy In Luv)                                 | Pdogg, «Hitman» Bang, Рэп-Монстр, Шуга, Supreme Boi               | Pdogg                    | 3:50         |
| 3.                  | «Skit: Soulmate»                                                   |                                                                   | Pdogg                    | 1:32         |
| 4.                  | «어디에서 왔는지» (Eodieseo wassneunji / Where did you come from?) | Cream, Рэп-Монстр, Шуга, Джей-Хоуп                                | Layback Sound            | 4:00         |
| 5.                  | «하루만» (Haruman / Just One Day)                                  | Pdogg, Rap Monster, Suga, J-hope                                  | Pdogg                    | 4:00         |
| 6.                  | «Tomorrow»                                                         | Шуга, Slow Rabbit, Рэп-Монстр, Джей-Хоуп                          | Шуга, Slow Rabbit        | 4:22         |
| 7.                  | «BTS Cypher Pt. 2: Triptych»                                       | Supreme Boi, Рэп-Монстр, Шуга, Джей-Хоуп                          | Supreme Boi              | 4:48         |
| 8.                  | «등골브레이커» (Deung-gol beuleikeo / Spine Breaker)               | Pdogg, OWO, Рэп-Монстр, Шуга, Джей-Хоуп, Slow Rabbit, Supreme Boi | Pdogg, OWO               | 3:59         |
| 9.                  | «Jump»                                                             | Шуга, Pdogg, Supreme Boi, Рэп-Монстр, Джей-Хоуп                   | Шуга, Pdogg, Supreme Boi | 3:57         |
| 10.                 | «Outro: Propose»                                                   | Slow Rabbit, Pdogg, Джин                                          | Slow Rabbit              | 2:03         |
| Общая длительность: | Общая длительность:                                                | Общая длительность:                                               | Общая длительность:      | 35:29        |

## Коммерческий успех
Альбом дебютировал с третьего места в Gaon Album Chart, но с промоушеном «Just One Day» поднялся до первой строчки. Он также занял третью строчку в мировом альбомном чарте Billboard. Переиздание дебютировало с первого места Gaon Album Chart во вторую неделю мая.

## Переиздание
Переиздание альбома под названием «Skool Luv Affair Special Addition» было выпущено 14 мая 2014 года. Оно состояло из трёх дисков: одного CD и двух DVD о самых памятных моментах BTS с шоукейса. В альбоме было два новых трека: «Miss Right» и «I Like It (좋아요) [Slow Jam Remix]». Обложка альбома и дисков отличается от оригинальной версии.

### Трек-лист переиздания
| №                   | Название                                                           | Автор(ы)                                                    | Продюсер(ы)               | Длительность |
| ------------------- | ------------------------------------------------------------------ | ----------------------------------------------------------- | ------------------------- | ------------ |
| 1.                  | «Miss Right»                                                       |                                                             | Рэп-Монстр Шуга Джей-Хоуп | 4:01         |
| 2.                  | «좋아요 (Slow Jam Remix)» (Joh-ayo / I Like It)                    | Slow Rabbit Рэп-Монстр Шуга Джей-Хоуп                       | Slow Rabbit               | 3:52         |
| 3.                  | «Intro: Skool Luv Affair»                                          | Pdogg Slow Rabbit Рэп-Монстр Шуга Джей-Хоуп                 | Pdogg                     | 2:58         |
| 4.                  | «상남자» (Sang-namja / Boy In Luv)                                 | Pdogg «Hitman» Bang Рэп-Монстр Шуга Supreme Boi             | Pdogg                     | 3:50         |
| 5.                  | «Skit: Soulmate»                                                   |                                                             | Pdogg                     | 1:32         |
| 6.                  | «어디에서 왔는지» (Eodieseo wassneunji / Where did you come from?) | CREAM Hangyeol Рэп-Монстр Шуга Джей-Хоуп                    | Layback Sound             | 4:00         |
| 7.                  | «하루만» (Haruman / Just One Day)                                  | Pdogg Рэп-Монстр Шуга Джей-Хоуп                             | Pdogg                     | 3:59         |
| 8.                  | «Tomorrow»                                                         | Шуга Slow Rabbit Рэп-Монстр                                 | Шуга Slow Rabbit          | 4:21         |
| 9.                  | «BTS Cypher PT.2: Triptych»                                        | Supreme Boi Рэп-Монстр Шуга Джей-Хоуп Slow Rabbit           | Supreme Boi               | 4:48         |
| 10.                 | «등골브레이커» (Deung-gol beuleikeo / Spine Breaker)               | Pdogg OWO Рэп-Монстр Шуга Джей-Хоуп Slow Rabbit Supreme Boi | Pdogg OWO                 | 3:58         |
| 11.                 | «Jump»                                                             | Шуга Pdogg Supreme Boi Рэп-Монстр Джей-Хоуп                 | Шуга Pdogg Supreme Boi    | 3:56         |
| 12.                 | «Outro: Propose»                                                   | Slow Rabbit Pdogg Джин                                      | Slow Rabbit               | 2:02         |
| Общая длительность: | Общая длительность:                                                | Общая длительность:                                         | Общая длительность:       | 43:17        |

## Чарты
| Чарт (2014)                    | Пиковая позиция |
| ------------------------------ | --------------- |
| Южная Корея (Gaon Album Chart) | 1               |
| США World Album Chart          | 3               |

| Чарт (2014)                    | Пиковая позиция |
| ------------------------------ | --------------- |
| Южная Корея (Gaon Album Chart) | 1               |

| Чарт (Апрель 2014)             | Пиковая позиция |
| ------------------------------ | --------------- |
| Южная Корея (Gaon Album Chart) | 4               |

| Чарт (Май 2014)                | Пиковая позиция |
| ------------------------------ | --------------- |
| Южная Корея (Gaon Album Chart) | 7               |

### Годовые чарты
| Альбом                           | Чарт      | Позиция |
| -------------------------------- | --------- | ------- |
| Skool Luv Affair                 | 2014 Gaon | 20      |
| Skool Luv Affair Special Edition | 2014 Gaon | 98      |
| Skool Luv Affair                 | 2015 Gaon | 65      |

## Продажи и сертификации
| Альбом                            | Чарт | Продажи         |
| --------------------------------- | ---- | --------------- |
| Skool Luv Affair                  | Gaon | 128,451+ (2016) |
| Skool Luv Affair Special Addition | Gaon | 15,000+         |

## История релиза
| Страна        | Дата                           | Формат                | Лейбл                                    |
| ------------- | ------------------------------ | --------------------- | ---------------------------------------- |
| Южная Корея   | 12 февраля 2014 года           | CD, Цифровая загрузка | Big Hit Entertainment LOEN Entertainment |
| По всему миру | 12 февраля 2014 года           | Цифровая загрузка     | Big Hit Entertainment LOEN Entertainment |
| Южная Корея   | 14 мая 2014 года (переиздание) | CD, цифровая загрузка | Big Hit Entertainment LOEN Entertainment |